# Mikołaj Gostomski
Mikołaj Gostomski herbu Nałęcz (zm. po 1581 roku) – rotmistrz.
Czwarty syn Anzelma.
Poseł na sejm 1572 roku z województwa płockiego. Poseł płocki na sejm elekcyjny 1575 roku
Zwolennik Stefana Batorego. Uczestnik zjazdu w Jędrzejowie w 1576 roku. Poseł na sejm koronacyjny 1576 roku z województwa płockiego. 
Chorąży rawski od 1576 r. Uczestnik bitwy pod Tczewem (1577), wojny z Carstwem Rosyjskim o Inflanty, brał udział w bitwie pod Pskowem w 1581 r. jako dowódca roty w hufcu Zbarskiego.